# 杜正玄
杜 正玄（と せいげん、生没年不詳）は、隋の文人・官僚。字は慎徽、または知礼。本貫は京兆郡。

## 経歴
杜裕（字は慶延）の子として生まれた。文学を教授する家にあって、最も聡明で、書物を広く渉猟し、その多くに通じた。開皇15年（595年）、秀才に挙げられ、尚書が方略について試験すると、正玄は打てば響くように応答し、筆を下して文章を成した。尚書僕射の楊素は才能を自負して物に傲っていたので、正玄が抗弁応答して屈することがないのを、気に入らないでいた。長らくを経て、ときに林邑が白い鸚鵡を隋の朝廷に献上すると、楊素は正玄を促して召し出し、林邑の使者と対面させることにした。正玄がやってくると、すぐさま賦を作らせた。正玄はにわかに筆をとって白い鸚鵡の賦を書き上げた。楊素はその文を見て修正すべき点を見出せなかった。さらに楊素が雑文十数条を書くよう命じると、正玄はみな書き上げ、いずれも言葉の道筋が立ち、その文章は華やかで意味は豊かであった。楊素は感嘆して「これは真の秀才である。わたしの及ぶところではない」といった。晋王楊広が揚州に駐屯して府僚を選抜すると、正玄は晋王行参軍に任じられた。仁寿元年（601年）、豫章王楊暕が揚州に駐屯すると、正玄は豫章王記室となった。のちに在官のまま死去した。
弟に杜正蔵・杜正儀・杜正倫があった。

## 伝記資料
- 『隋書』巻76 列伝第41
- 『北史』巻26 列伝第14